# Olga Kuzhela
Olga Kuzhela –en ruso, Ольга Кужела– (29 de agosto de 1985) es una deportista rusa que compitió en natación sincronizada.
Participó en los Juegos Olímpicos de Pekín 2008, obteniendo una medalla de oro en la prueba de equipo. Ganó cinco medallas de oro en el Campeonato Mundial de Natación, en los años 2005 y 2007, y tres medallas de oro en el Campeonato Europeo de Natación, en los años 2006 y 2010.

## Palmarés internacional
| Juegos Olímpicos   | Juegos Olímpicos      | Juegos Olímpicos | Juegos Olímpicos  |
| Año                | Lugar                 | Medalla          | Prueba            |
| ------------------ | --------------------- | ---------------- | ----------------- |
| 2008               | Pekín (China)         | Medalla de oro   | Equipo            |
| Campeonato Mundial |                       |                  |                   |
| Año                | Lugar                 | Medalla          | Prueba            |
| 2005               | Montreal (Canadá)     | Medalla de oro   | Equipo            |
| 2005               | Montreal (Canadá)     | Medalla de oro   | Combinación libre |
| 2007               | Melbourne (Australia) | Medalla de oro   | Equipo técnico    |
| 2007               | Melbourne (Australia) | Medalla de oro   | Equipo libre      |
| 2007               | Melbourne (Australia) | Medalla de oro   | Combinación libre |
| Campeonato Europeo |                       |                  |                   |
| Año                | Lugar                 | Medalla          | Prueba            |
| 2006               | Budapest (Hungría)    | Medalla de oro   | Equipo            |
| 2006               | Budapest (Hungría)    | Medalla de oro   | Combinación libre |
| 2010               | Budapest (Hungría)    | Medalla de oro   | Combinación libre |